# Elżbieta Kulikowska-Karpińska
Elżbieta Kulikowska-Karpińska – polska naukowiec, diagnosta laboratoryjny, toksykolog, doktor habilitowany nauk medycznych.

## Życiorys
W 1980 ukończyła studia na Filii Uniwersytetu Warszawskiego w Białymstoku. Zaraz po studiach rozpoczęła pracę na Akademii Medycznej w Białymstoku. W 1988 pod kierunkiem doc. dr hab. Janiny Moniuszko-Jakoniuk z Zakładu Toksykologii obroniła pracę doktorską "Wpływ cynku na toksyczne działanie ołowiu w ocenie wybranych parametrów biochemicznych u szczurów" uzyskując stopień naukowy doktora nauk medycznych. W 2004 na podstawie osiągnięć naukowych i złożonej rozprawy "Wpływ cynku na procesy oksydacyjno-redukcyjne zachodzące w ustroju szczura narażonego na różne stężenia kadmu lub ołowiu" uzyskała stopień naukowy doktora habilitowanego nauk medycznych.
Jest zatrudniona na stanowisku adiunkta w Zakładzie Toksykologii UMB.
Odznaczona Srebrnym Krzyżem Zasługi (2001).